# Winslow Homer
Winslow Homer (Boston, 24 febbraio 1836 – Prouts Neck, 29 settembre 1910) è stato un pittore, illustratore e incisore statunitense.

## Biografia
Era il secondo dei tre figli di Charles Savage Homer e Henrietta Benson Homer, nativi del New England. In gioventù si avvicinò alla pittura da autodidatta, istruito dalla madre, acquarellista dilettante, poi nel 1855 fece due anni da apprendista in una litografia di Boston. Dal 1857 cominciò a collaborare come illustratore in diversi giornali. Le sue illustrazioni sono caratterizzate da personaggi disegnati con forme semplici e contorni nitidi, in un continuo contrasto di luci ed ombre: queste caratteristiche saranno costanti per tutta la sua carriera artistica.
Nel 1859 si trasferì a New York, dove continuò a creare numerose illustrazioni per libri e giornali e dove aprì uno studio, cominciando la sua carriera pittorica. Con lo scoppio della guerra civile americana, Homer visitò in ripetute occasioni le prime linee del fronte come inviato, in particolare quelle della Virginia, realizzando scene di battaglia e di vita militare; continuò poi per anni a creare pitture relative alla guerra, basandosi sui suoi ricordi. Fu proprio per descrivere episodi di guerra che fece i suoi primi importanti dipinti ad olio, notevoli per la fredda obiettività e per il vigoroso realismo.
Nel 1867 rimase per un anno a Parigi, dove conobbe le opere degli impressionisti. Nonostante i molti punti di contatto tra la sua arte e quella degli impressionisti, come l'interesse per la luce naturale e per la pittura dal vero, Homer non subì mai in modo diretto l'influenza dell'arte francese. Nel 1873 cominciò a dipingere con gli acquerelli: in breve tempo questo metodo per lui divenne tanto importante quanto la pittura ad olio, dandogli una certa fama. I suoi acquerelli ritraggono principalmente scene idilliache di vita di campagna o famose località di soggiorno popolate da donne eleganti e bambini che giocano. Queste opere mostrano uno stile fresco, spontaneo e sciolto, che rende l'idea di immediata naturalezza.
Nel 1881 si trasferì per due anni in Inghilterra, sulla costa del Northumberland, dove il suo interesse per il mare lo spinse a dipingere i pescatori del luogo e le loro famiglie. Tornato negli Stati Uniti, si trasferì nel villaggio di Prouts Neck, sulla costa del Maine, dove dipinse i suoi più famosi paesaggi marini. A partire dal 1884 Homer, per trovare ispirazione per i suoi paesaggi marini, si recò spesso in località della Florida e dei Caraibi, tra cui Cuba e le Bahamas. Gran parte delle molte opere di questo periodo sono acquerelli eseguiti con uno stile fresco e spontaneo, quasi impressionista, ma senza mai perdere il rapporto di base con il naturalismo. Notevoli in queste immagini è la drammaticità della lotta dell'uomo contro le forze della natura, spesso rappresentata da marinai solitari che navigano su piccole imbarcazioni tra forti onde e mari in tempesta pieni di squali.
Tra queste una delle più celebri è L'avviso della nebbia, un dipinto ad olio che descrive la piccola barca di un pescatore in mezzo ad un mare tempestoso dal cui punto di vista è incentrata la visione. Ma l'intento delle opere di Homer, nonostante i suoi dipinti risultino fitti di dettagli, non è realistico. A lui interessa rappresentare l'uomo nelle situazioni più difficili, la sua solitudine nell'immenso mondo di una natura che spesso si mostra indifferente alle difficoltà e alle sofferenze dell'uomo. L'eroica e grandiosa forza espressiva delle opere della maturità di Winslow Homer esercitò un'importante influenza sui successivi pittori realistici nordamericani.

## Opere (parziale)

### Galleria d'immagini

#### Acquerelli al Metropolitan Museum of Art

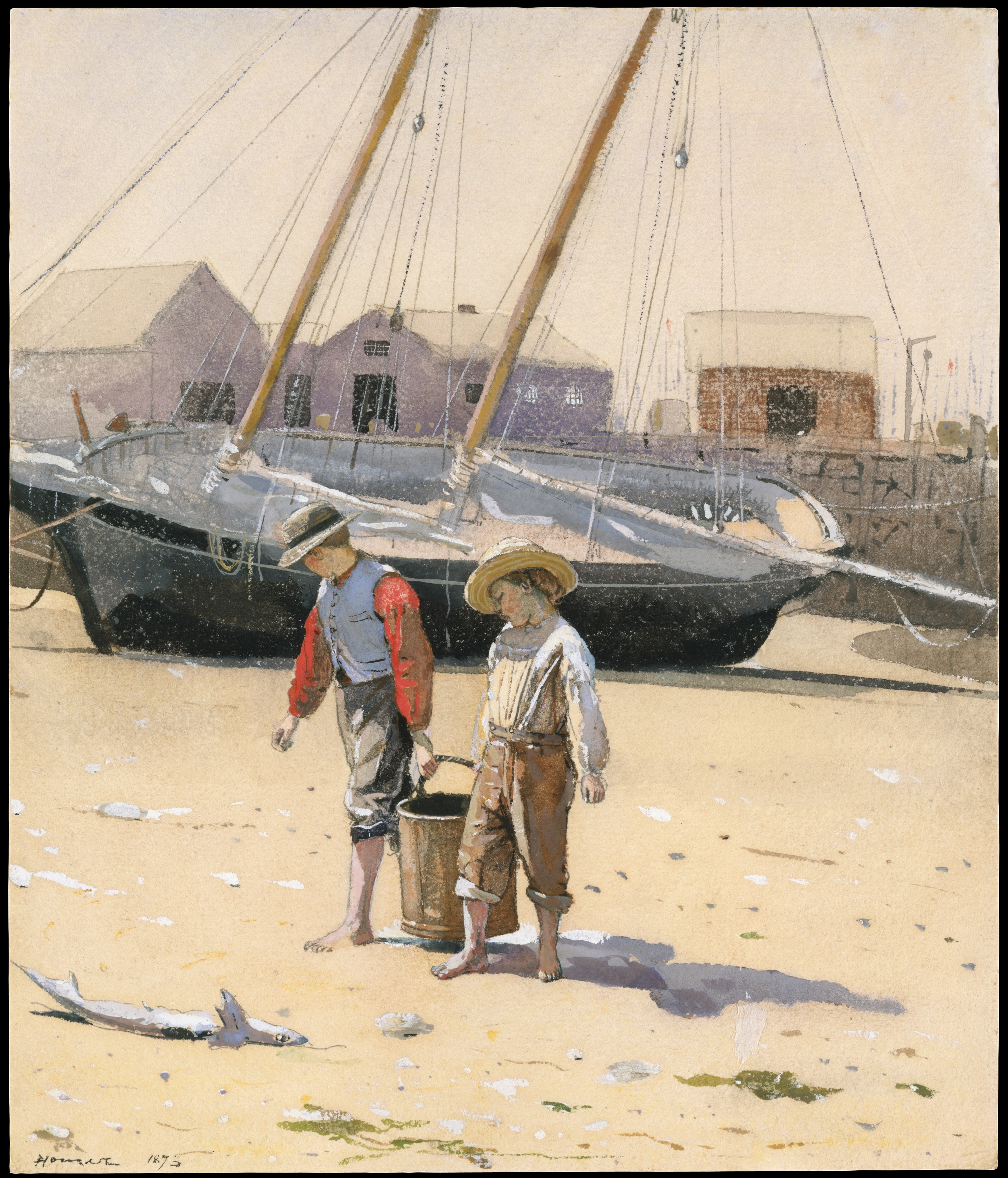
A Basket of Clams, 1873 (29,2 x 24,8 cm)
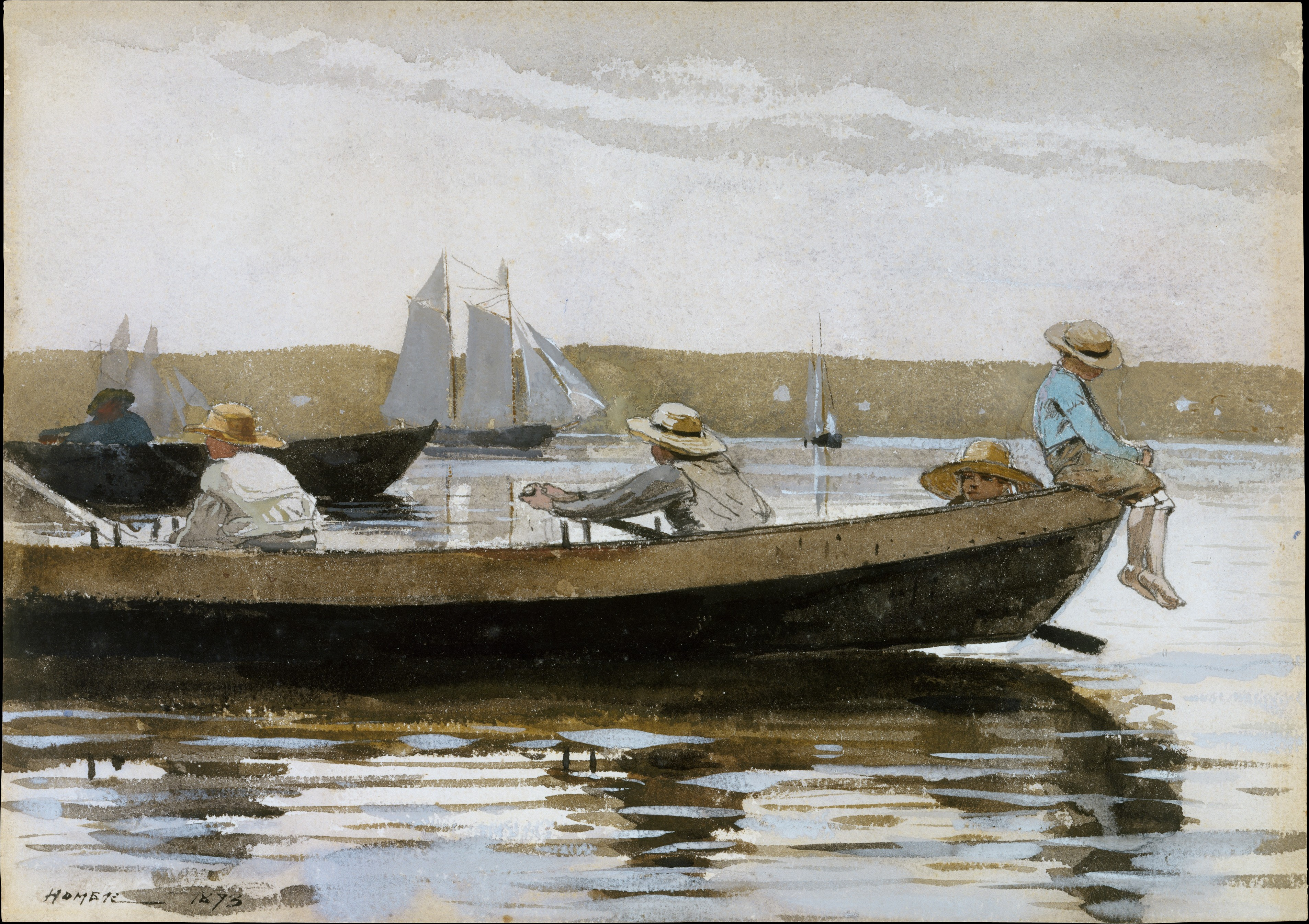
Boys in a dory, 1873 (24,8 x 35,2 cm)
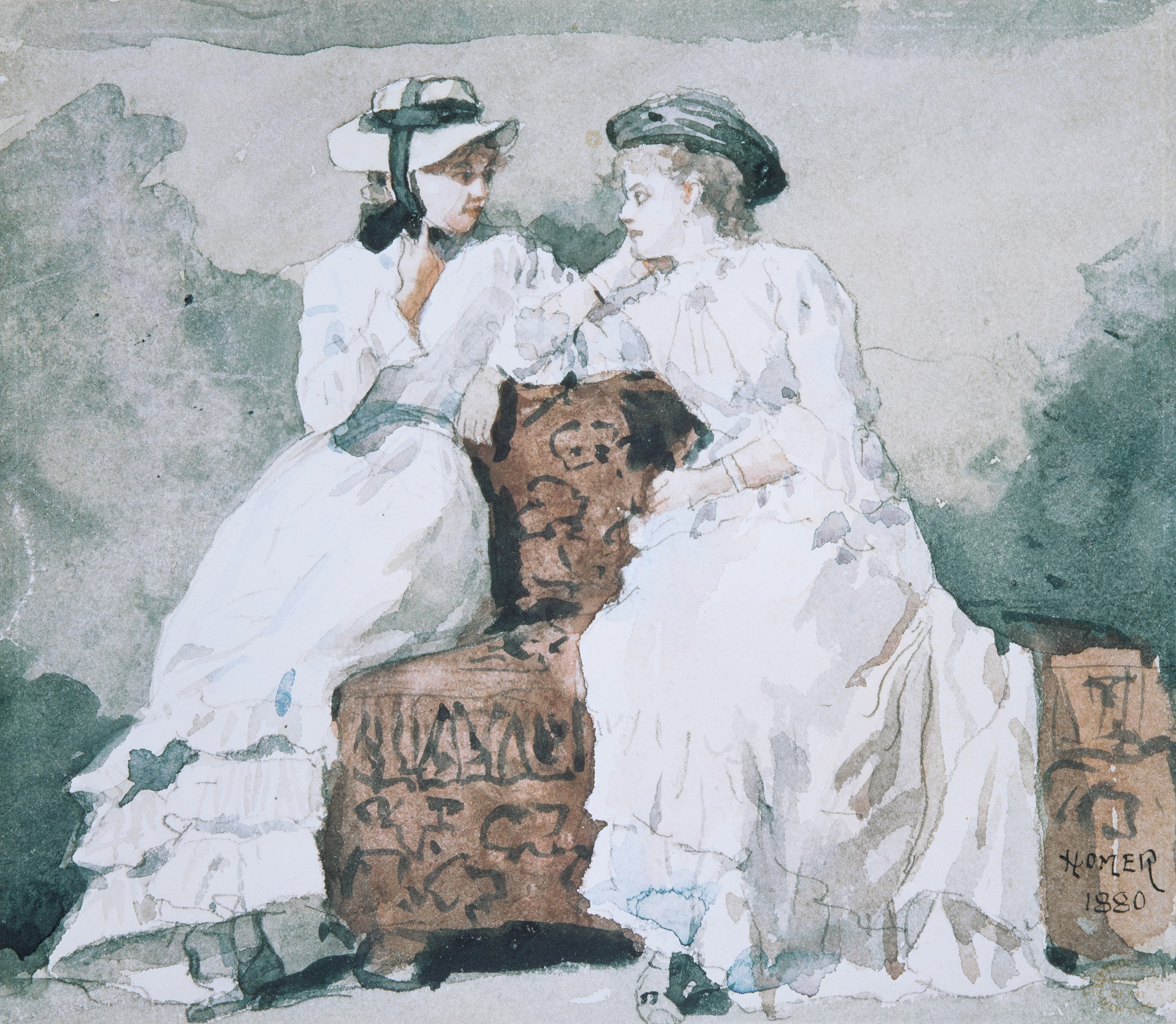
Two Ladies, 1880 (17,6 x 20,2 cm)
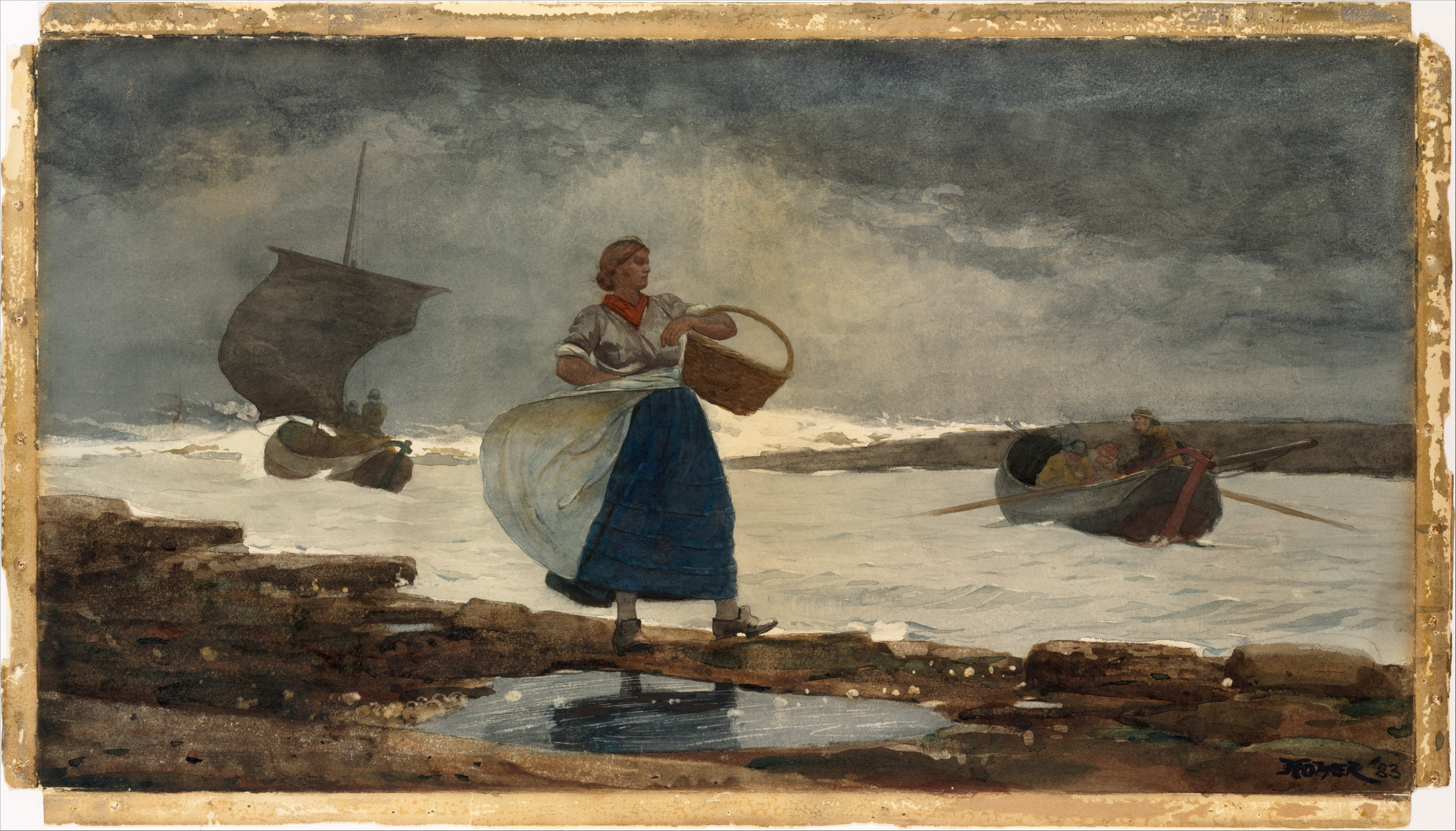
Inside the Bar, 1883 (40,6 x 73,7 cm)
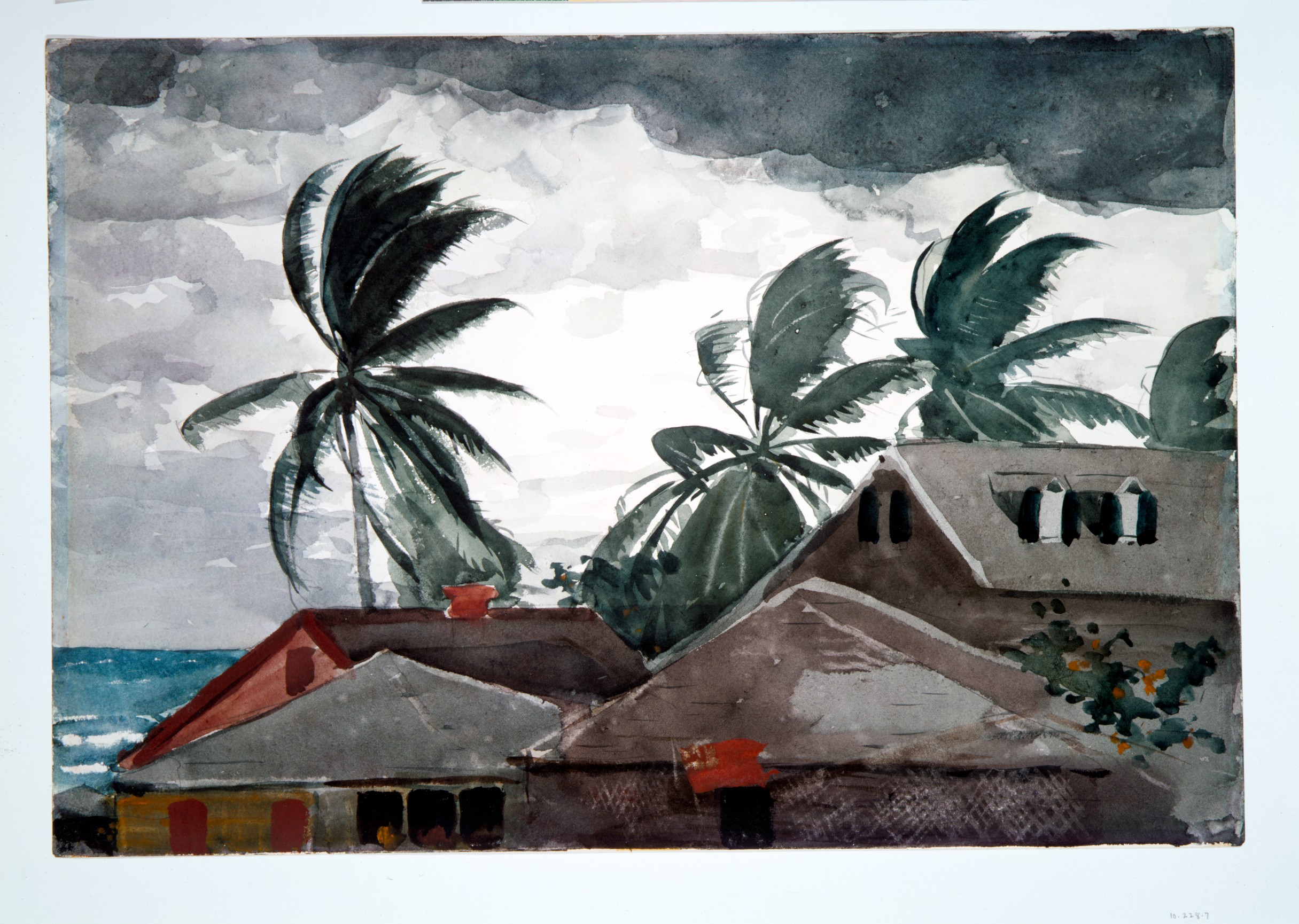
Hurricane, Bahamas, 1898 (36,7 x 53,5 cm)
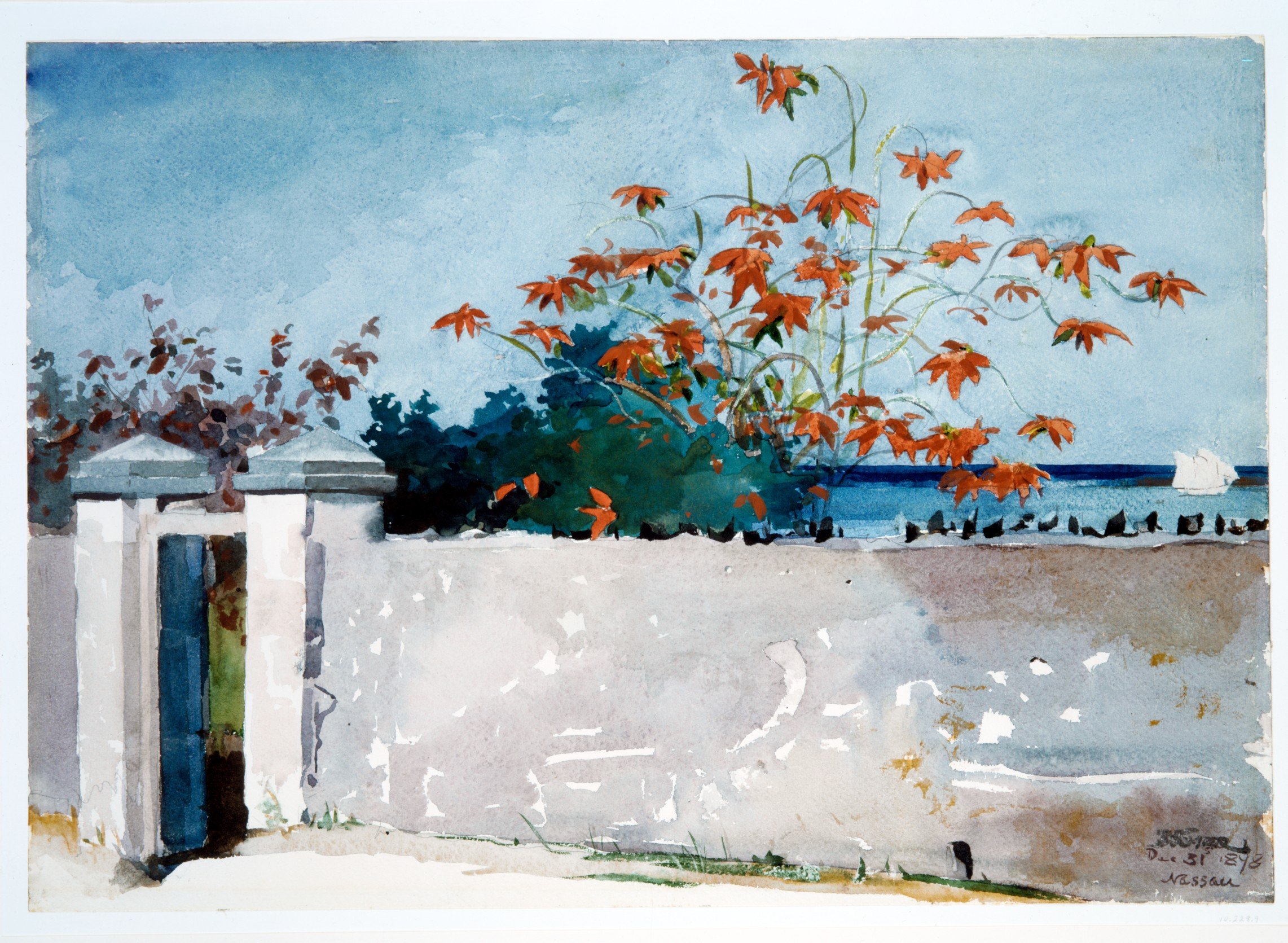
A Wall, Nassau, 1898 (37,8 x 54,3 cm)
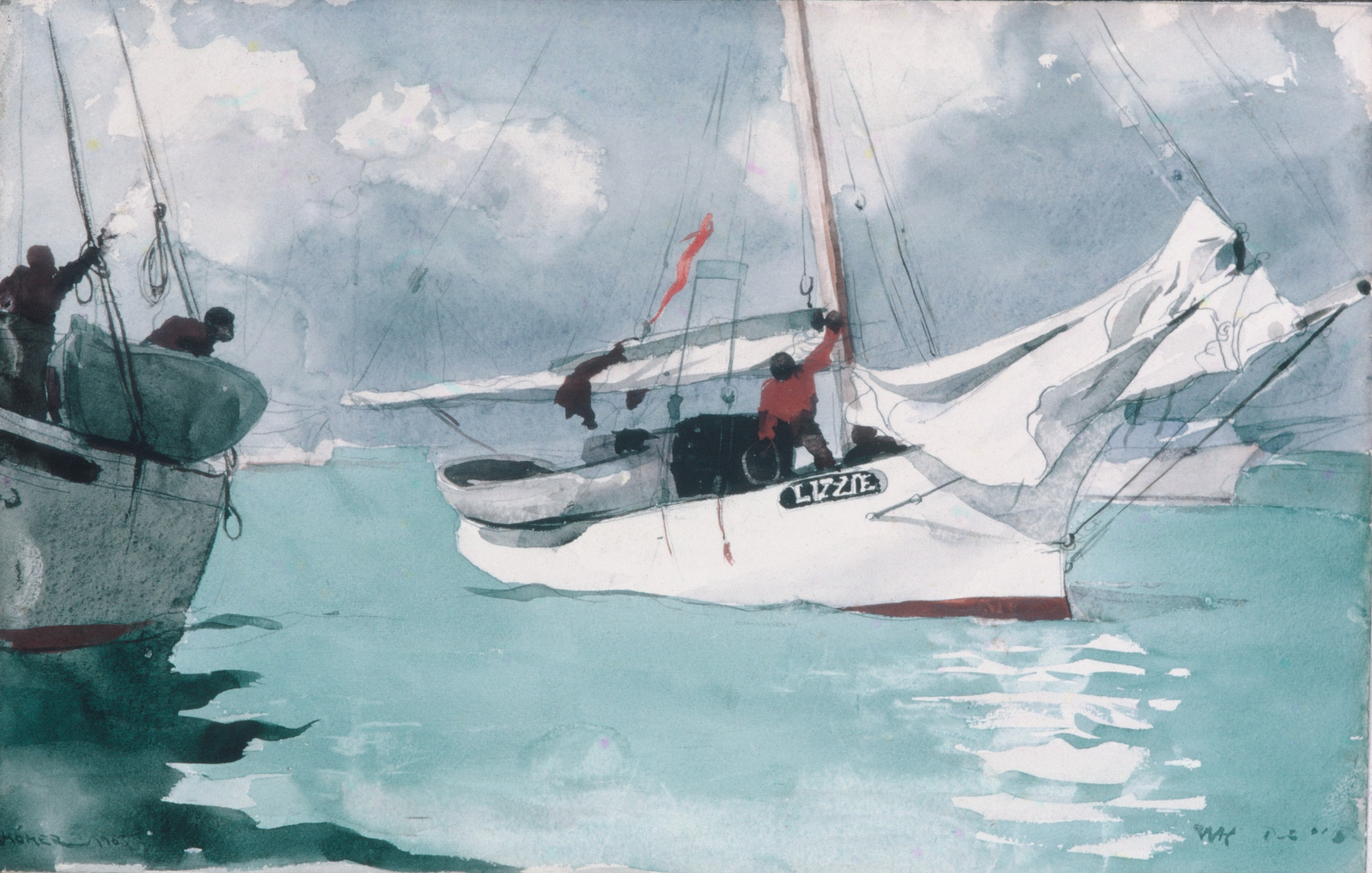
Fishing boats, Key West, 1903 (35,4 × 55,2 cm)
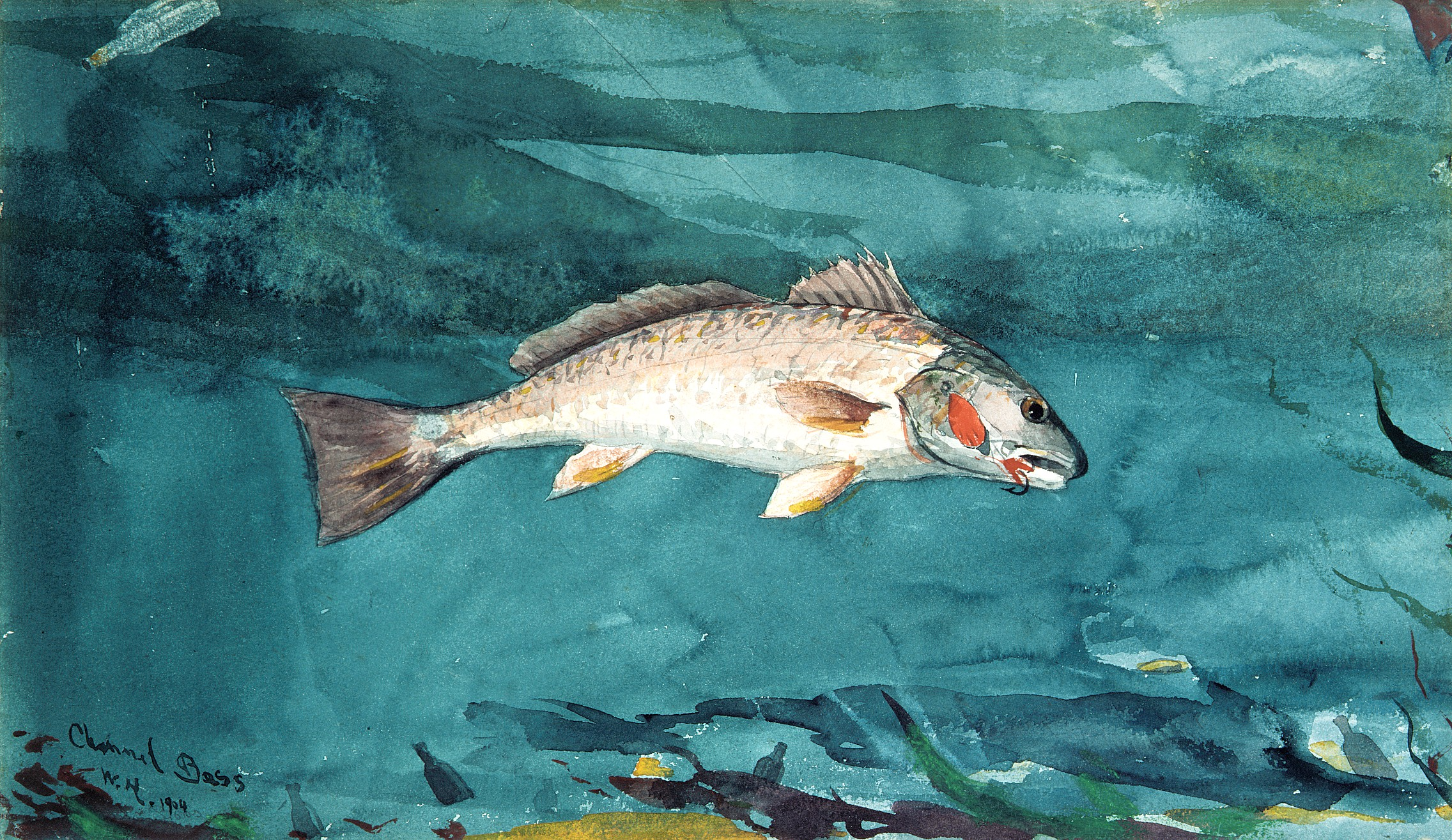
Channel Bass, 1904 (28,6 x 49,2 cm)